# Empyr
 (octobre 2022).
Si vous disposez d'ouvrages ou d'articles de référence ou si vous connaissez des sites web de qualité traitant du thème abordé ici, merci de compléter l'article en donnant les références utiles à sa vérifiabilité et en les liant à la section « Notes et références ».
Empyr est un supergroupe de rock français créé en 2007. Il est composé de cinq membres qui proviennent de différents groupes, tels que Kyo, Pleymo, Watcha et Vegastar.

## Biographie
Leur premier album, The Peaceful Riot, enregistré à Los Angeles et produit par Ken Andrews (chanteur/guitariste du groupe Failure, Year of the Rabbit... ), est sorti le 12 mai 2008, ainsi que leur premier single New Day. Fin 2009, le groupe annonce qu'il entre en studio le 15 novembre pour l'enregistrement de son second album, intitulé Unicorn, sorti le 18 avril 2011.
En 2010, le titre It's Gonna Be de l'album Unicorn est choisi pour figurer sur la bande son du trailer d'un épisode de la saison 7 de Les Experts : Manhattan. En 2011, leur titre Give Me More fait partie de la bande originale du film, Destination finale 5. Un titre issu de leur dernier album, Unicorn. En 2011, le titre It's Gonna Be de l'album Unicorn est choisi par Apple, avec le titre Rolling in the Deep d'Adele, pour la présentation de l'iphone 4S sur le site d'Apple pour le monde entier.
En mai 2012, le groupe propose de télécharger gratuitement sur leur page fan officielle Facebook, 3 chansons inédites : The Answer, Firefly ainsi que One Mind One Body, issues des sessions d'enregistrement de l'album Unicorn. Alors qu'Empyr est en pause depuis 2012, le chanteur Benoît Poher de retour avec Kyo déclare en 2019 à 7sur7 à propos d'Empyr : « Je ne dirai jamais qu'Empyr est mort, parce que, déjà, les mecs d’Empyr, c’est quasiment comme des frangins, je les adore, on se voit toujours. Tout le monde est très occupé. Benoît Julliard, le bassiste, il est bassiste du duo Brigitte, donc il tourne beaucoup. Fred (Duquesne), le guitariste, est avec Mass Hysteria. Et nous (Benoît et Florian Dubos), on est très occupés aussi. Donc, on se voit toujours. De temps en temps, on en parle. On se dit : « Ah ! Ce serait cool », parce que c’était une période géniale, Empyr. On a adoré ça. Mais c’est vrai que c’est difficile : on ne peut pas avoir deux groupes en même temps, on ne peut pas faire deux tournées en même temps... Pour l’instant, c’est Kyo, Kyo, Kyo, Kyo. ».

## Membres
- Benoît Poher de Kyo — chant
- Florian Dubos de Kyo — guitare, chœurs
- Frédéric Duquesne de Watcha — guitare
- Benoît Julliard de Pleymo — basse, chœurs
- Jocelyn Moze de Vegastar — batterie

## Discographie

### Single
- 2008 : New Day
- 2008 : Birth
- 2008 : Tonight
- 2009 : Your Skin My Skin
- 2011 : It's Gonna Be
- 2011 : Do It
- 2011 : Give Me More
- 2011 : My Own Short News Item
- 2012 : The Answer